# Famille Papafava
 (septembre 2024).
Si vous disposez d'ouvrages ou d'articles de référence ou si vous connaissez des sites web de qualité traitant du thème abordé ici, merci de compléter l'article en donnant les références utiles à sa vérifiabilité et en les liant à la section « Notes et références ».
La famille Papafava, que l'on trouve également sous les formes Pappafava, voire Papafava dei Carraresi, est une famille noble de Padoue, en Vénétie. Elle a été admise parmi les familles patricienne de Venise (Case fatte per soldo).

## Patronyme
Papafava est un surnom pour une personne qui est associée à un office ecclésiastique, soit comme employé, soit comme Père. Il est dérivé de l'italien papa, qui signifie père ou pape.
Des variantes de ce nom sont:
- Papa, lo Papa, Papotto
- Papaccio, Papazzo, Papallo
- Papadomenico
- Papadonno, Papajanni, Pappaianni
- Papaleo, Papaleone, Papalenoi,
- Papalìa,
- Papaluca, Papandrea, Papapietro
- Papazzoni, Papacoda, Papacizza, Papadia
- Papareschi, Papaivano, Paparusso, Papasergio, ...

## Histoire

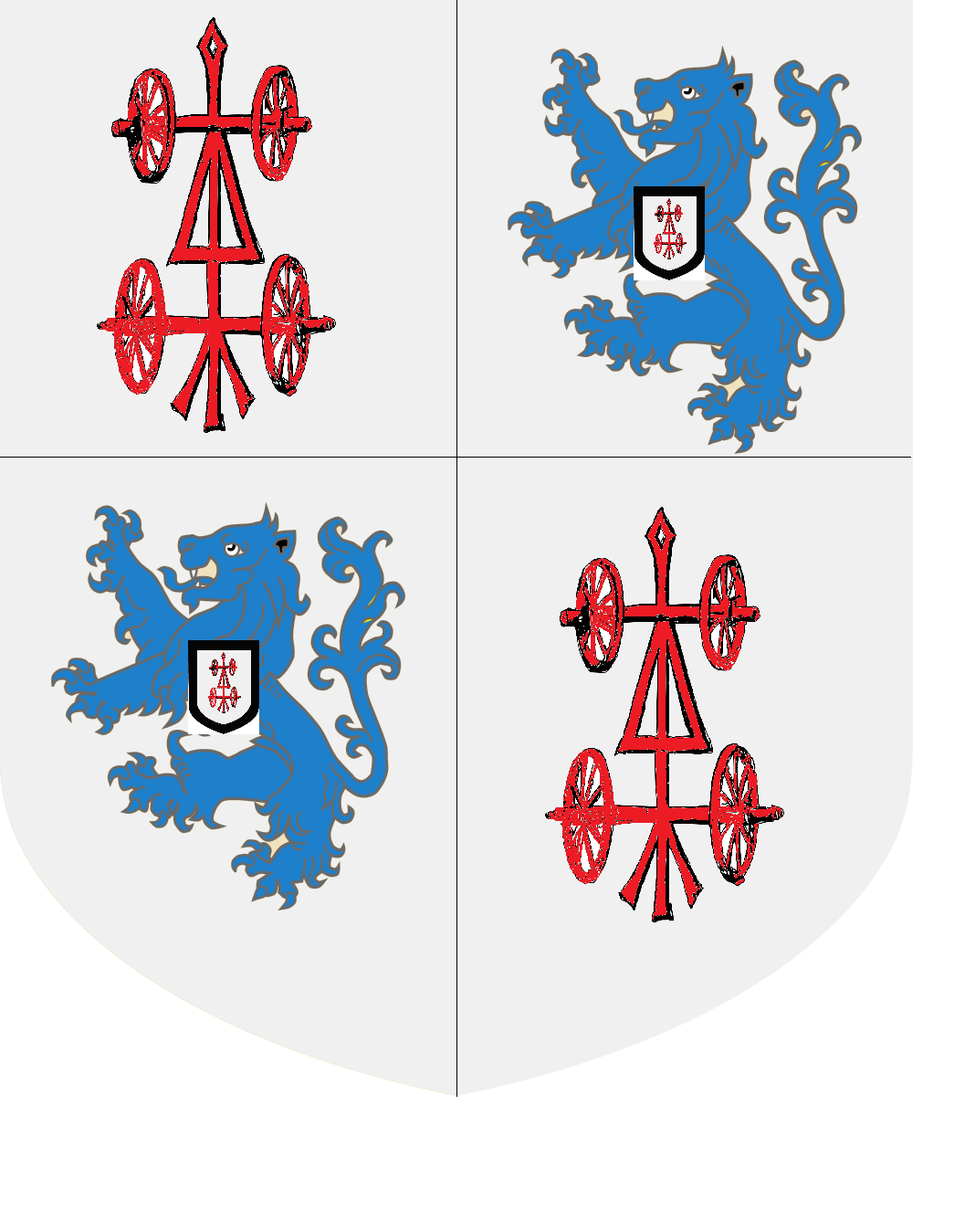
Blason des Papafava.

La famille Papafava dei Carraresi peut tracer ses origines avant le XIe siècle. Le premier document reconnaissant l'autorité d'un membre de la famille sur le territoire au sud-est de Padoue date de 970.
Pendant les XIIe et XIIIe siècles, les da Carrara, ou Carraresi étendent leurs domaines au sud de Padoue. En 1114,  les da Carrarasi sont anoblis par l'empereur Henri V. Après la réorganisation féodale initiée par Frédéric Barberousse, ils deviennent les vassaux de l'empire comme en témoignent les actes d'anoblissement de 1184 et 1237 ,. 
Pendant le XIVe siècle, la famille atteint son apogée et le 25 juillet 1318, Giacomo da Carrara  devient Capitaine Général perpétuel, marquant la fin de l'autorité des comuni et le début du régime des seigneurs.
Pendant leur règne les Carrara sont des guerriers, des dirigeants et soutiennent les arts et des lettres. La pièce en argent de quatre soldo est une des monnaies les plus répandues au nord de l'Italie. La famille abrite Pétrarque, qui leur consacre son œuvre politique  de Republica bene aministrata.
Les Carraresi ont exercé le pouvoir seigneurial de Padoue de 1318 à 1405, année dans laquelle ils ont été battus par les Vénitiens. Francesco Novello da Carrara et deux de ses trois fils ont alors été assassinés dans les prisons vénitiennes. Teddea Ariosti, la veuve de Giacomo Papafava da Carrara, son cousin défend le patrimoine de ses trois enfants qui n'avaient pas encore atteint la majorité, les Vénitiens en colère saisissant leurs propriétés dans la Vénétie. Elle réussit à discuter l'origine Carraresi des propriétés dans le Rovolon, qui venaient de sa belle-mère, Schinelli.

### Famille patricienne de Venise

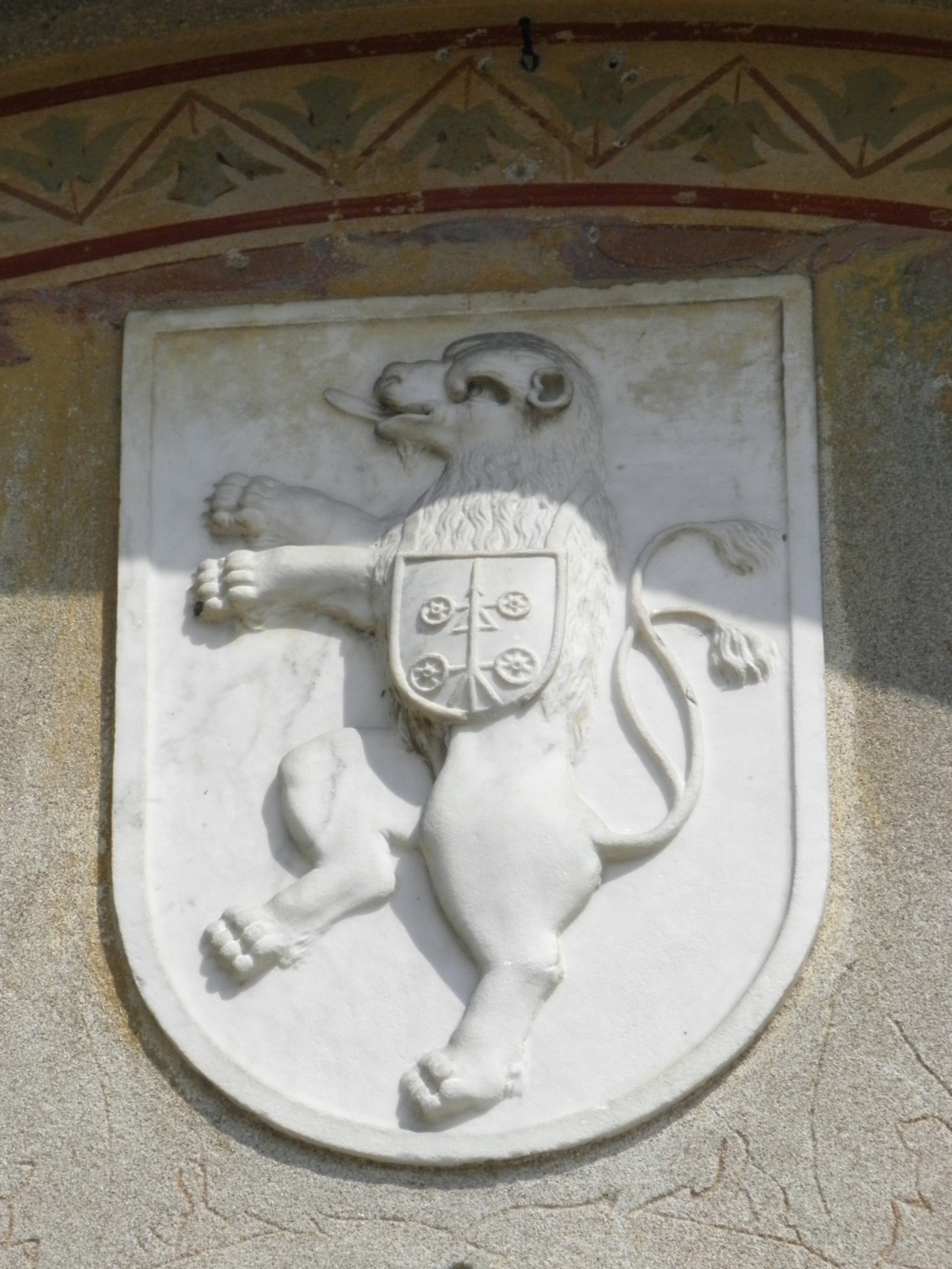
Armoiries des Papafava : Lion d'azur en champ d'argent avec un écu d'argent pur sur le cœur du lion.

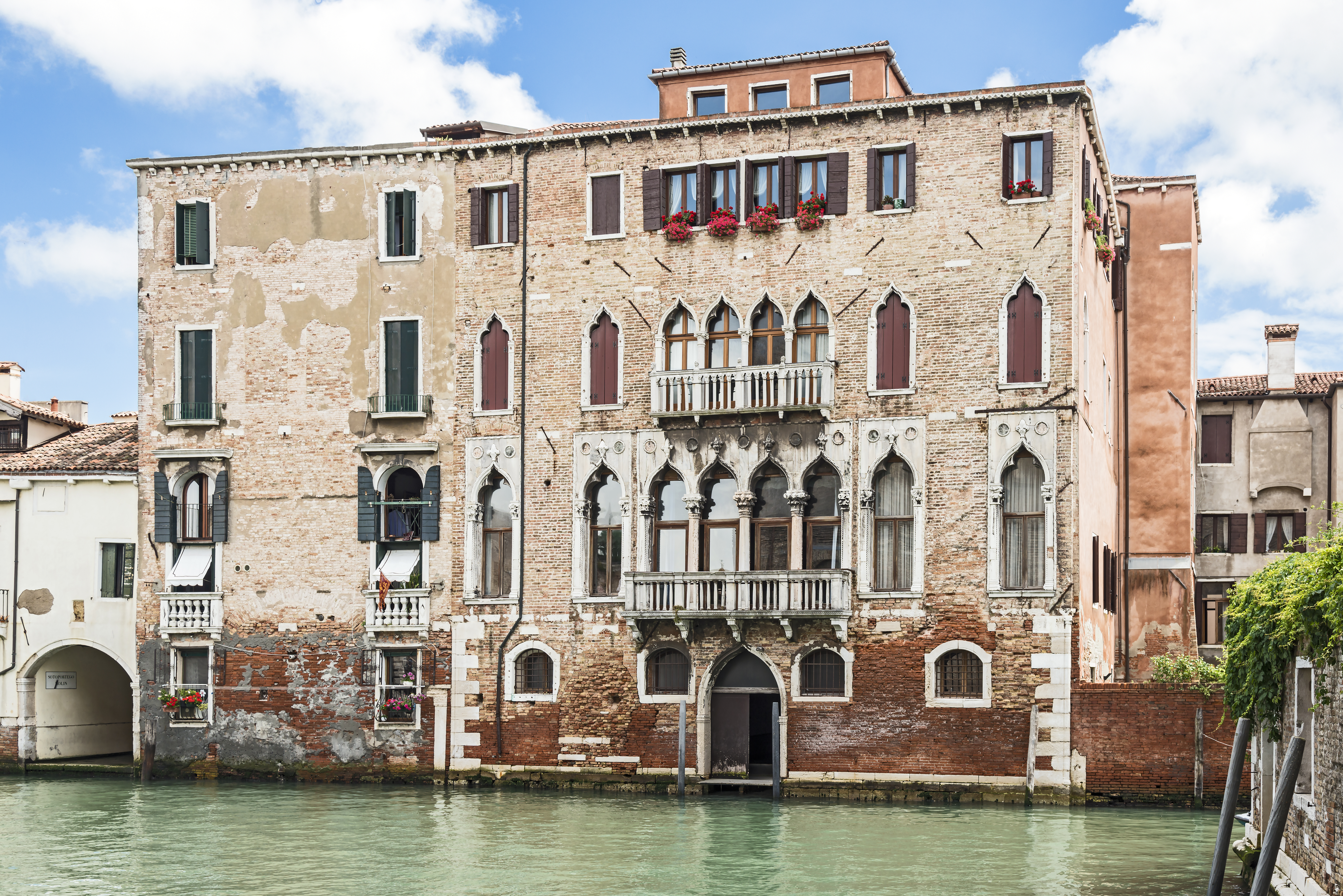
Palais Papafava à la Misericordia.

La branche originaire s'établit à Venise, où, grâce leur soutien financier à la République dans la guerre de Candie contre les Ottomans, ils furent agrégés en 1652 à la noblesse vénitienne dans la personne du Chevalier Bonifacio Papafava. Leur noblesse fut confirmée par le Gouvernement impérial autrichien par Résolution Souveraine du 22 novembre 1817.
Les armes des Papafava sont écartelé aux premier et quatrième d'argent à un train de chariot de gueules avec ses quatre roues en pal le limon en haut (des Carraresi) aux deuxième et troisième d'argent au lion d'azur chargé d'un écusson bordé de gueules et surchargé du meuble du premier (des Papafava).
Une branche secondaire, les Papafava Antonini, résidents de Padoue, ne furent jamais agrégés au patriciat vénitien mais ils obtinrent le titre comtal connexe à la juridiction civile et criminelle des villes de Silvella et Coseano dont ils furent investis le 23 septembre 1745 par le doge Pietro Grimani. Après la chute de la Sérénissime, leur noblesse fut reconnue par Vienne par Résolution Souveraine du 4 septembre 1818, tandis que le rang de comtes de l'empire de l'Autriche leur fut accordé le 19 octobre 1823.

## Armes
Leurs armes se blasonnent ainsi : d'azur à deux trains de chariot de gueules accostés de deux lions affrontés d'or.

## Palais de Venise
- Palais Pesaro Papafava
- Palais Tasca Papafava